# Jonathan Suárez
Pour les articles homonymes, voir Suárez.
Jonathan Fernando Suárez Freitez (né le 8 décembre 1982 à Ciudad Guayana), est un coureur cycliste vénézuélien, spécialiste du BMX. Il est notamment  champion du monde de BMX cruiser en 2007.

## Biographie
Le plus grand succès de la carrière de Jonathan Suárez a lieu en 2007 lorsqu'il a remporté la médaille d'or en BMX cruiser aux championnats du monde à Victoria. Il a devancé l'Australien Khalen Young et l'Américain Randy Stumpfhauser. Au championnat de Taiyuan organisé un an plus tard, dans la même compétition, il décroche la médaille de bronze, derrière le Français Thomas Hamon et l'Italien Manuel De Vecchi. 
En 2008, il participe aux Jeux olympiques de Pékin, mais est éliminé en quarts de finale.

## Palmarès en BMX

### Jeux olympiques
- Pékin 2008
  - Éliminé en quarts de finale du BMX

### Championnats du monde
- Paulinia 2002
  - 4e du BMX
- Victoria 2007
  -  Champion du monde de BMX cruiser
- Taïyuan 2008
  -  Médaillé de bronze du BMX cruiser

### Coupe du monde
- 2004 : 7e du classement général
- 2008 : 21e du classement général
- 2009 : 65e du classement général
- 2010 : 62e du classement général
- 2016 : 96e du classement général

### Jeux panaméricains
- Rio de Janeiro 2007
  -  Médaillé d'argent du BMX

### Jeux sud-américains
- Buenos Aires 2006
  -  Médaillé de bronze du BMX

### Jeux d'Amérique centrale et des Caraïbes
- Mayagüez 2010
  -  Médaillé d'or du BMX